# Nasova
Nasova – miejscowość w Słowenii w gminie Apače.